# Romont
Romont je naselje i općina u švicarskom kantonu Fribourgu. Sjedište je kantonalnog distrikta Glâne.

## Zemljopis
Romont se nalazi na brježuljkastom području na zapadu Švicarske visoravni.
Površina općine je 10.9 km2.

## Povijest
Prema legendi Romont je osnovao Rudolf II. Burgundski 921. godine. Ipak jedan dokument cistercitske opatije Hauterive iz  1177. spominje područje kao pošumljeni brijeg. Petar II. Savojski dolazi u posjed brijega koji je do tada u vlasti biskupa iz Lausanne 1239. godine. Petar će postaviti vlastelina i dati na tom mjestu sagraditi zamak i utvrđeni grad.
Već krajem 13. stoljeća grad će brojiti oko 1000 stanovnika. Građani su udruženi u Vijeće građana.  Tijekom Burgundskih ratova u 15. stoljeću vojske kantona Fribourg i Bern opljačkat će grad dva puta. Grad ipak ostaje vjeran savojskim vladarima sve dok protestantski kanton Bern nije počeo osvajati savojske posjede u Vaudskim zemljama u 16. stoljeću. Kako bi zadržao katoličku vjeru, grad Romont predaje se kantonu Fribourg 1536. godine.

## Promet
Romont se nalazi na glavnoj željezničkoj trasi Švicarskih federalnih željeznica koja povezuje istok i zapad Švicarske. Prvi željeznički kolodvor na liniji koja povezuje Lausanne i Bern sagrađen je 1862. godine. Šest godina kasnije Romont je željezničkom infrastrukturom povezan i s gradom Bulle.
Kroz naselje ne prolazi nijedna državna cesta već tek kantonalne ceste. Autocesta A1 (Ženeva–Sankt Margrethen) je na 17 km sjeverno, a autocesta A12 (Vevez–Bern) 12 km južno od Romonta.